# Retiers
Retiers ([ʁətje]) est une commune française située dans le département d'Ille-et-Vilaine en région Bretagne, peuplée de 4 553 habitants.

## Géographie

### Localisation
Située au sud-est du département d'Ille-et-Vilaine, à proximité de ceux de la Loire-Atlantique, de Maine-et-Loire et de la Mayenne, la ville de Retiers se place dans l'espace géographique et historique des "portes de Bretagne" sur une ligne Fougères - Vitré - Châteaubriant.

### Description
Le finage de Retiers est limité au nord-est par l'Ardenne, un affluent de rive gauche de la Seiche avec laquelle il conflue dans l'étang de Marcillé-Robert ; le Ruisseau de Renaudet (dont le Ruisseau de Sainte-Croix et celui des Blairies sont des affluents) s'y jette également, la commune de Retiers étant même un peu limitrophe de l'extrême sud de cet étang de Marcillé-Robert.
Le relief de la commune est constitué d'un plateau incliné vers le nord : les altitudes les plus élevées sont au sud de la commune (109 mètres au hameau de Sainte-Croix, 120 mètres à Les Douves des Épinettes un parc éolien a été construit à proximité) et les plus basses au nord (l'étang de Marcillé-Robert est à 46 mètres d'altitude).
Le bourg de Retiers est excentré à l'ouest du territoire communal ; il est limitrophe de la partie nord de la commune du Theil-de-Bretagne, la zone d'activités de la Jaunaie débordant sur le territoire de cette commune et celle de Fromy (usine Lactalis, anciennement Bridel) en est également proche.
Le paysage agraire traditionnel est celui du bocage avec un habitat rural dispersé en hameaux et fermes isolées.
Deux forêts sont limitrophes de la commune : la forêt du Theil au sud-ouest et la forêt de la Guerche au sud-est.

### Transports
- La commune de Retiers est desservie par la RD 173 qui relie Rennes à Angers. En juin 2013, cet axe a été mis à 2×2 voies entre Le Theil-de-Bretagne et Janzé, permettant ainsi de relier Retiers à Rennes en voie express[1]. Avec cette nouvelle voirie, des parkings de covoiturage ont été mis en place, notamment à côté de la zone industrielle Fromy où se trouve l'usine Bridel filière de Lactalis.
- La commune est reliée au réseau ferroviaire depuis 1881 grâce à la gare de Retiers située sur la ligne de Rennes à Châteaubriant, ligne 9 du réseau TER Bretagne.

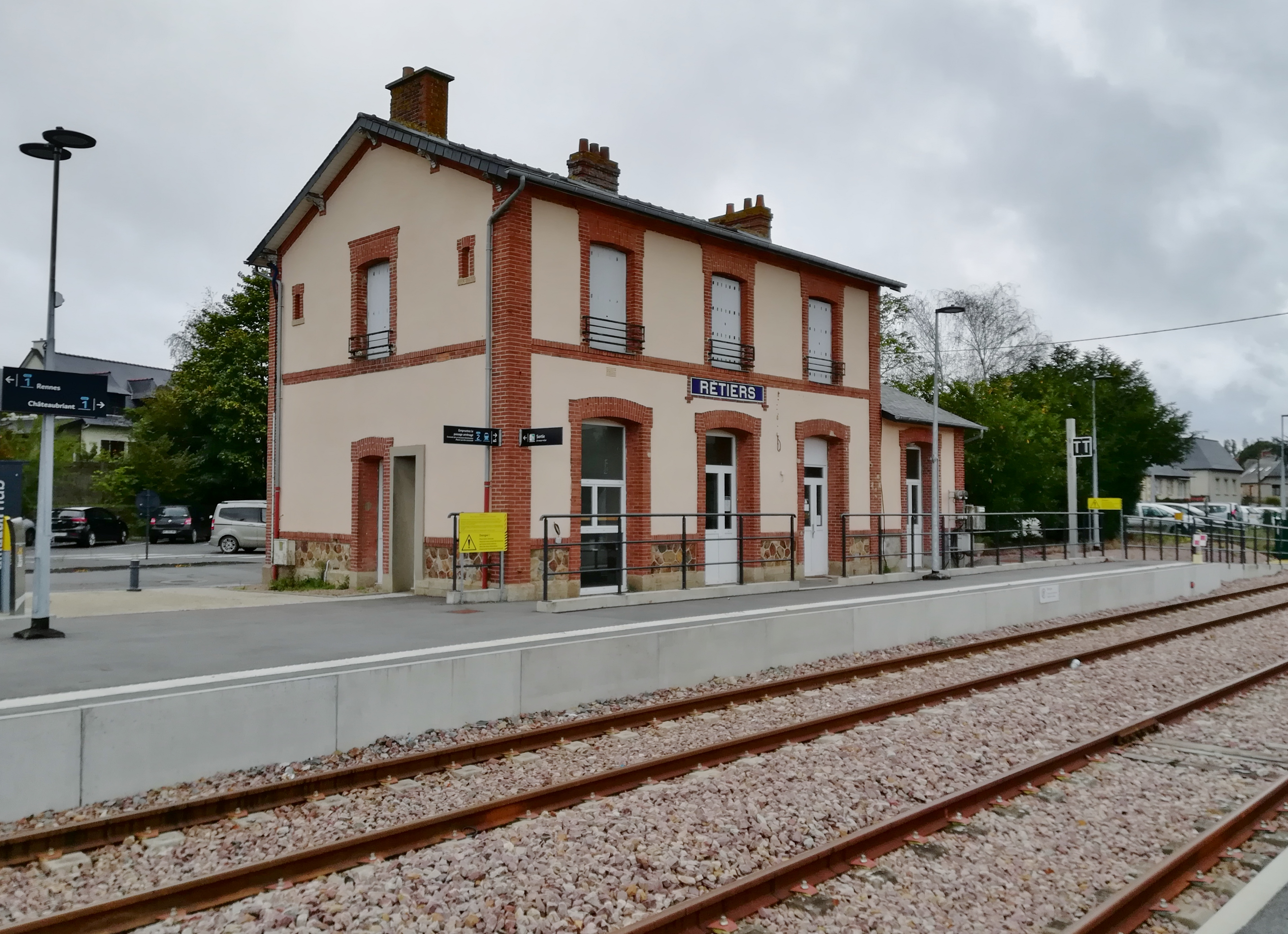
La gare de Retiers vue côté voies du chemin de fer.
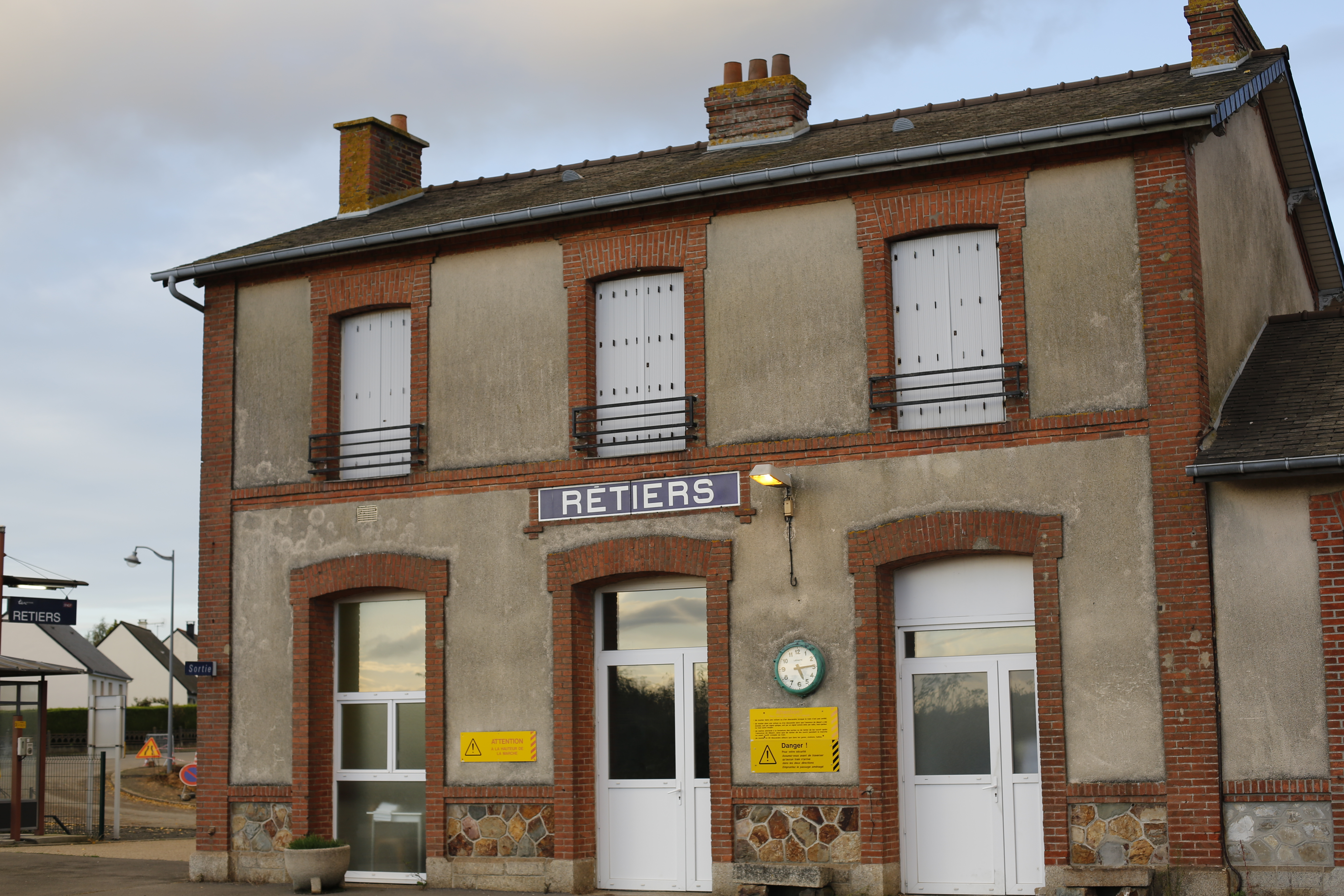
La gare de Retiers.

### Hydrographie
Pour un article plus général, voir Réseau hydrographique d'Ille-et-Vilaine.
La commune est située dans le bassin Loire-Bretagne. Elle est drainée par la Seiche, l'Ardenne, le Renaudet, le ruisseau de Richebourg, le Toulon, le ruisseau de la Gravelle, le ruisseau de Réhardière et le ruisseau des Blairies,,.
La Seiche, d'une longueur de 97 km, prend sa source dans la commune du Pertre et se jette  dans la Vilaine à Bruz, après avoir traversé 24 communes. 
L'Ardenne, d'une longueur de 23 km, prend sa source dans la commune de Rannée et se jette  dans la Seiche à Marcillé-Robert, après avoir traversé six communes. 

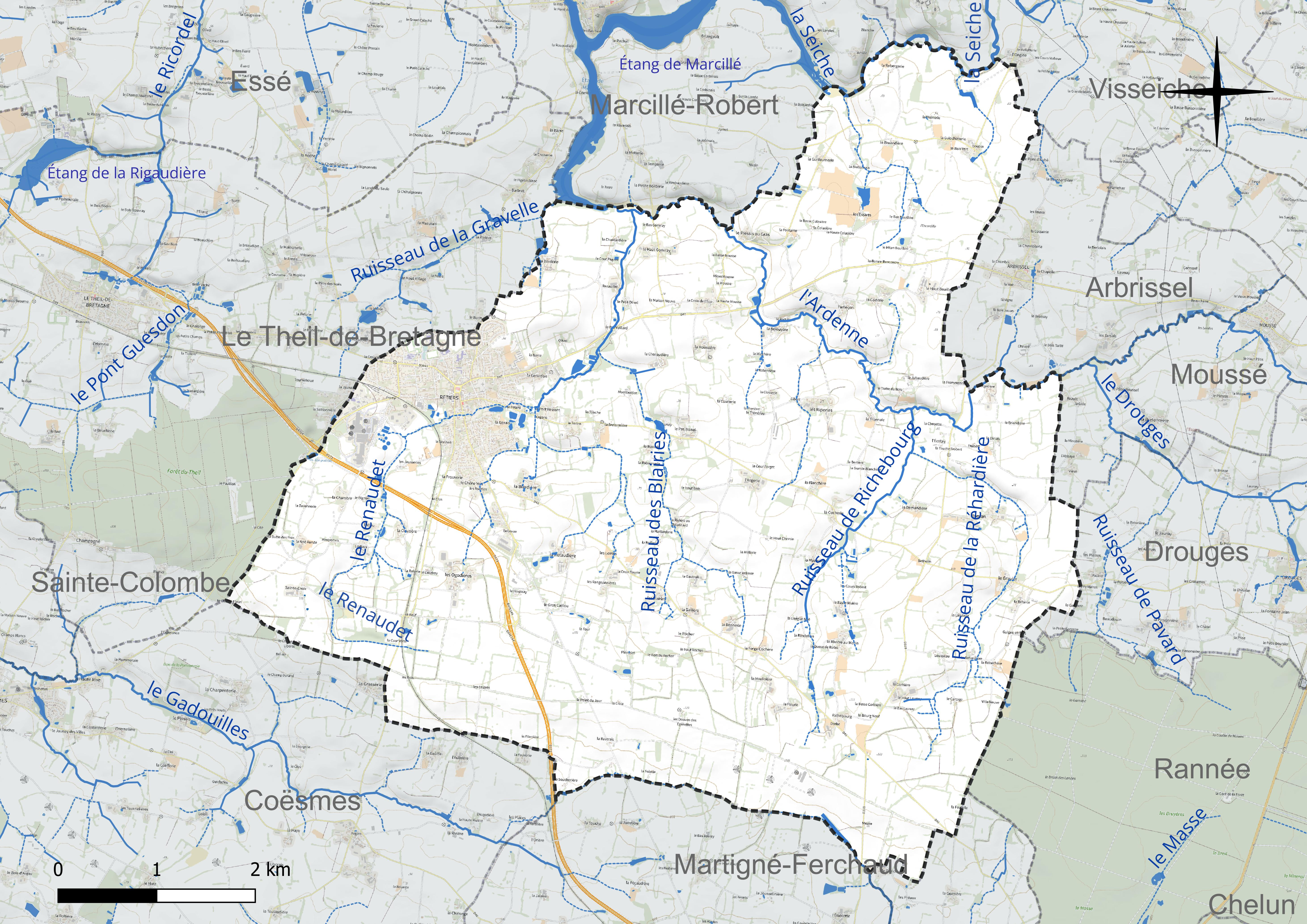
Réseau hydrographique de Retiers.

Un plan d'eau complète le réseau hydrographique : l'étang de Marcillé, d'une superficie totale de 87,2 ha (0,8 ha sur la commune),.

### Climat
Pour des articles plus généraux, voir Climat de la Bretagne et Climat d'Ille-et-Vilaine.
En 2010, le climat de la commune est de type climat océanique altéré, selon une étude du CNRS s'appuyant sur une série de données couvrant la période 1971-2000. En 2020, Météo-France publie une typologie des climats de la France métropolitaine dans laquelle la commune est exposée à un climat océanique et est dans la région climatique Bretagne orientale et méridionale, Pays nantais, Vendée, caractérisée par une faible pluviométrie en été et une bonne insolation. Parallèlement l'observatoire de l'environnement en Bretagne publie en 2020 un zonage climatique de la région Bretagne, s'appuyant sur des données de Météo-France de 2009. La commune est, selon ce zonage, dans la zone « Sud Est », avec des étés relativement chauds et ensoleillés.
Pour la période 1971-2000, la température annuelle moyenne est de 11,5 °C, avec une amplitude thermique annuelle de 13,3 °C. Le cumul annuel moyen de précipitations est de 726 mm, avec 12 jours de précipitations en janvier et 6,5 jours en juillet. Pour la période 1991-2020, la température moyenne annuelle observée sur la station météorologique la plus proche, située sur la commune d'Arbrissel à 6 km à vol d'oiseau, est de 12,1 °C et le cumul annuel moyen de précipitations est de 718,7 mm,. Pour l'avenir, les paramètres climatiques de la commune estimés pour 2050 selon différents scénarios d'émission de gaz à effet de serre sont consultables sur un site dédié publié par Météo-France en novembre 2022.

## Urbanisme

### Typologie
Au 1er janvier 2024, Retiers est catégorisée bourg rural, selon la nouvelle grille communale de densité à sept niveaux définie par l'Insee en 2022.
Elle appartient à l'unité urbaine de Retiers, une agglomération intra-départementale regroupant deux  communes, dont elle est ville-centre,,. Par ailleurs la commune fait partie de l'aire d'attraction de Rennes, dont elle est une commune de la couronne,. Cette aire, qui regroupe 183 communes, est catégorisée dans les aires de 700 000 habitants ou plus (hors Paris),.

### Occupation des sols
L'occupation des sols de la commune, telle qu'elle ressort de la base de données européenne d'occupation biophysique des sols Corine Land Cover (CLC), est marquée par l'importance des territoires agricoles (94,1 % en 2018), en diminution par rapport à 1990 (96,1 %). La répartition détaillée en 2018 est la suivante :
zones agricoles hétérogènes (46,6 %), terres arables (37,3 %), prairies (10,2 %), zones urbanisées (3,8 %), zones industrielles ou commerciales et réseaux de communication (1,9 %), forêts (0,2 %). L'évolution de l'occupation des sols de la commune et de ses infrastructures peut être observée sur les différentes représentations cartographiques du territoire : la carte de Cassini (XVIIIe siècle), la carte d'état-major (1820-1866) et les cartes ou photos aériennes de l'IGN pour la période actuelle (1950 à aujourd'hui).

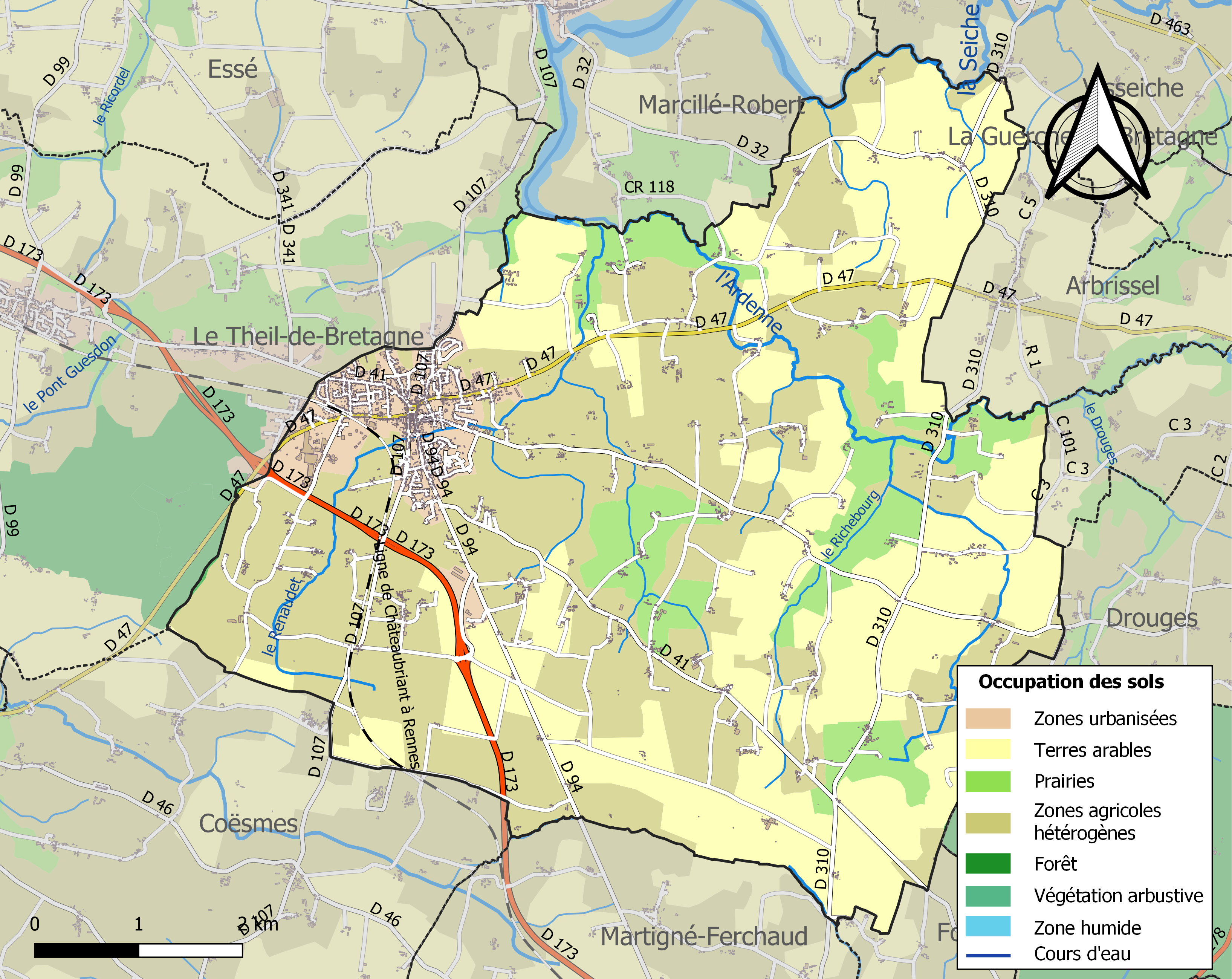
Carte des infrastructures et de l'occupation des sols de la commune en 2018 (CLC).

## Toponymie
Le nom de la localité est attesté sous les formes Reester en 868, Restler en 1198, Resters en 1201, Restiers en 1240, Resteria en 1294 et 1516, Resteriœ en 1571.
La situation géographique de Retiers est pour partie à l'origine de son nom : Retiers vient peut être des racines reg (roi) et ester (lieu), littéralement « là où se tient le roi », ou bien breton reter qui signifie Est (par opposition à Ouest). De fait, comme l'indiquent les chartes du cartulaire de Redon, le roi de Bretagne Salomon (IXe siècle) y a séjourné à plusieurs reprises dans une résidence idéalement située pour veiller à la sécurité et l'intégrité des territoires mayennais voisins fraîchement conquis.[réf. nécessaire]

## Histoire

### Protohistoire
L'allée couverte de La Roche-aux-Fées située à proximité laisse à penser que la région était habitée dès le Néolithique récent (vers -3000 à -2500, voire même -3500 à -3000).
La Pierre de Richebourg est un menhir situé dans la partie sud-est de la commune.
Il existait encore un dolmen ruiné et un menhir dressé au lieu dit Pierrelet. Ils sont mentionnés en 1883 dans l'Inventaire des monuments mégalithiques du département d'Ille-et-Vilaine. Un dessin à l'encre de Théophile Busnel, planche XXI de l'ouvrage, en conserve le souvenir (le dessin original à l'encre est conservé à Rennes au Musée de Bretagne, inv. 887.0070.17, ainsi que le cliché d'imprimerie gravé par Ph. Fernique, inv. 949.1604). Dans le Supplément à l'Inventaire de 1886, Paul Bézier signale encore un menhir détruit dans le Champ de la pierre : "arraché depuis assez longtemps et déposé contre le talus du champ, il fut converti en macadam il y a cinq ou six ans." L'auteur relève encore des toponymes qu'il estime parlants : la Branle, la Butte, la Chevesse, la Fosse, le Gravier, la Pierre, la Petite-Pierre, la Grosse-Pierre, la Motte, la Roche, la Petite-Roche, la Rochelle, la Grande-Tombette plate, la Tombette de plus loin.
En 1996, des travaux sur la R.D. 41 ont permis de mettre temporairement à jour les substructions d'une ferme gauloise.

### Moyen-Âge
Jean-Baptiste Ogée écrit que « cette paroisse est très ancienne ; on prétend qu'elle existait du temps du roi Salomon, en 860. La paroisse de Retiers est citée au Xe siècle dans un acte du Cartulaire de Redon (sous l'expression in aulâ Rester). L'an 1190, Briand de Coësmes donna la moitié des dîmes de Retiers à l'abbaye de Savigny, située dans la Normandie. Briand de Coësmes possédait alors le manoir de la Chesnaudière qui, en 1420, appartenait à Jean de Coësmes, l'un de ses descendants. La terre et seigneurie de Coësmes devait, en 1294, un chevalier à l'armée du Duc de Bretagne ».
Cette seigneurie passa aux mains de la famille du Hallai [Hallay] (en Landéan) qui habita d'abord le château de la Motte, puis le manoir de la Borderie, et possédait aussi le droit de haute justice de Retiers. En 1330 Guillaume du Hallay possédait à Retiers les manoirs de la Borderie et du Bois-Mâché. Plusieurs membres de cette famille furent capitaines de Laval ou de Fougères. En 1445 Pierre II du Hallay, seigneur du Hallay et de Retiers, après avoir combattu à La Guerche, participa au siège de Fougères en 1449 où il mourut. 
En 1430 le manoir de la Petite-Onglée appartenait à Guillaume Bagar. Dans le même temps Jean Le Bigot possédait la maison noble de la Bigotière, qui disposait du droit de moyenne justice.
Pour la jouissances des landes de Retiers, les habitants de la paroisse devaient tous les sept ans « un dîner profittable à tout desservy » au baron de Vitré qui pouvait, en plus de sa suite, « conduire et mener avec luy au dict dîner tous gens d'estat quil luy plasoit » ; un tel dîner eut lieu par exemple en 1399.
Retiers faisait alors partie de la châtellenie du Désert.

### Temps modernes

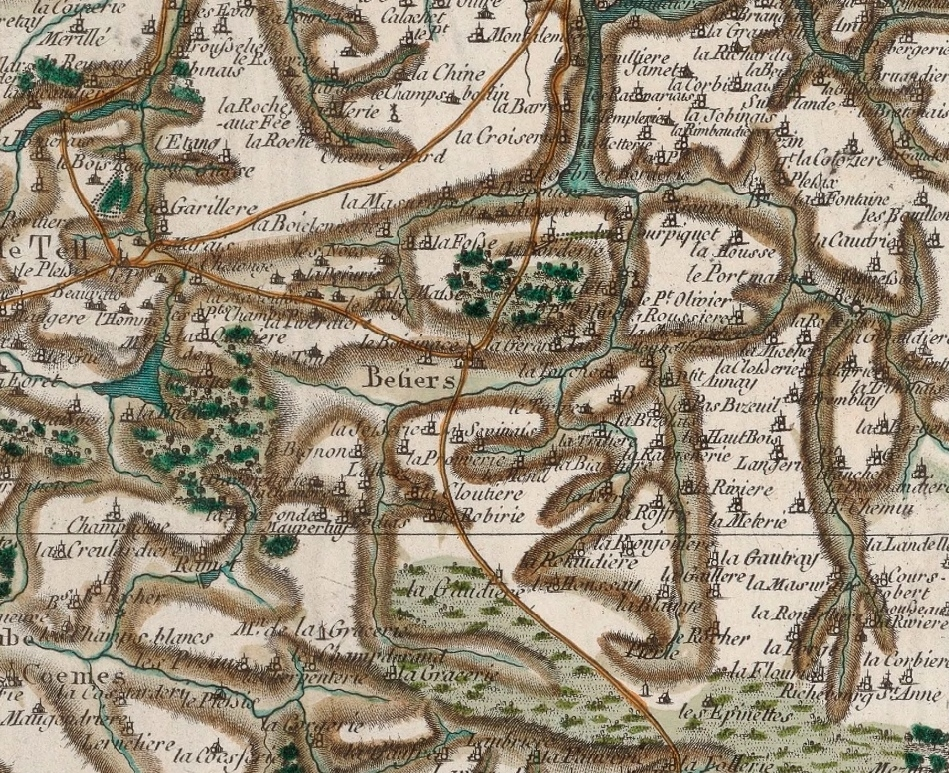
Carte de Cassini : Retiers et ses environs (Retiers est orthographié à tort Bétiers).

Le château du Hallay fut forcé, pillé et brûlé en 1590 par les partisans du duc de Mercœur car c'était une place forte protestante pendant la Ligue. La tradition locale rapporte qu'en 1597 les habitants de Marcillé-Robert marchèrent en armes contre les huguenots réfugiés au château de la Borderie (en Retiers), et qu'ils les en expulsèrent par le fer et la flamme.
Dans la deuxième moitié du XVIIe siècle et le début du XVIIIe siècle la famille du Hallay habite le manoir de la Borderie : par exemple Emmanuel du Hallay, chevalier seigneur du Hallay, de la Borderie et de Kergouanton, marquis du Hallay, y est né le 18 novembre 1662 et y est décédé le 25 décembre 1723 (il fut inhumé dans le chœur de l'église paroissiale).
Plusieurs manoirs, disparus depuis, se trouvaient dans la paroisse : celui du Bois-Macé était la propriété de la famille du Hallay ; celui de la Chenaudière, qui disposait du droit de haute justice, fut successivement la propriété des familles de Coësmes, la Motte, Martin et du Hallay ; celui de la Gilnais disposait d'une chapelle privée. Plusieurs chapelles existant alors ont aussi disparu : la chapelle de la Motte (disparue au XVIIIe siècle), celle de Saint-Mathurin (elle se trouvait dans le bourg), celle de Sainte-Anne (située entre les villages de Launay et la Corbière ; détruite vers 1830).
Deux membres de la famille Legeard furent au XVIIIe siècle notaires et procureurs fiscaux à Retiers : Jean-Baptiste Léonard Legeard, sieur de La Diriays, (1717-1749), auquel succéda dans les deux fonctions son fils Jean-François Marie Emmanuel Legeard (1744-1796).
Jean-Baptiste Ogée décrit ainsi Retiers en 1778 :

« Retiers ; à 6 lieues et demie au Sud-Est de Rennes, son évêché et son ressort et à 2 lieues un tiers de La Guerche, sa subdélégation ; on y compte 2 290 communiants : la cure est à l'alternative. (...) Le territoire de Retiers, couvert d'arbres et de buissons, est arrosé au nord par la rivière de Seiche. Il produit du foin et du cidre ; on y voit des landes »

### Révolution française
L'assemblée électorale des paroissiens en préparation des États généraux se tint le 1er avril 1789 sous la double présidence de François Nouvel, sénéchal, et de Jean Després, ce dernier procureur fiscal de la paroisse, en présence de 37 paroissiens ; quatre députés (François Ory de la Prouvrye, Pierre Garnier de la Jarsais, François Boueste et Pierre Guyot) furent élus pour représenter la paroisse à l'assemblée du tiers-état de la sénéchaussée et un cahier de doléances fut rédigé.
La population de la commune était, parait-il, favorable aux changements apportés par la Révolution française, surtout après la fin de la Terreur. La principale fête révolutionnaire était celle célébrant l'anniversaire de l'exécution de Louis XVI, accompagnée d'un serment de haine à la royauté et à l'anarchie, fêtée à partir de 1795.
Le dernier seigneur de Retiers fut Emmanuel-Agathe du Hallay, marquis du Hallay, comte du Montmoron (en Romazy) ; émigré, le manoir de la Borderie lui fut confisqué et revendu à Pierre Garnier de la Jarsais, maire, pour 510 000 livres en assignats.
René Clément, né le 26 février 1756 au bourg de Retiers, fut vicaire à Brielles de 1784 à 1791 ; insermenté, il fut arrêté le 2 avril 1794, condamné à mort par le tribunal criminel de Rennes trois jours plus tard, et exécuté le jour même. Un autre sort attendait l'abbé Joseph Joachim Du Bourg - Lancelot, ou Lancelot-Dubourg : recteur de Retiers en 1789, il participe à l'élaboration du cahier de doléances du diocèse, et est élu député du clergé à l'Assemblée Nationale en 1789 en remplacement de l'abbé Hunault démissionnaire. Secrétaire de l'Assemblée Nationale, il prête serment à la Constitution civile du clergé. Après la législature (1789-1791), il retourne à Retiers en tant que curé constitutionnel, devenant ensuite vicaire général du diocèse de Rennes. Après le Concordat, il est confirmé en 1803 à la cure de Retiers, où il décède en 1806.

### LeXIXesiècle
A. Marteville et P. Varin, continuateurs d'Ogée, décrivent ainsi Retiers en 1843 :

« Rhetiers : Commune formée de l'ancienne paroisse de ce nom, aujourd'hui cure de 2e classe. (...) Principaux villages : Haut et Bas-Gonvray, le Plessis-au-Gras, la Guillaumerie, la Rebergerie, le Haut et le Bas-Bouillon, les Riperies, Roman, le Gravier, la Rebechère, Richebourg, la Rivière-au-Morin, la Forge-Cochère, les Bleries, la Retaudière, les Ogodières, la Biardière, la Chambre, la Gérard aïs, Renaudet, Fumeson. Chapelle Sainte-Anne. Maisons notables : château de la Bigotière, Mezin, la Chenaudière, la Borderie. Superficie totale 4 138 hectares 39 ares dont (...) terres labourables 2 594 ha, prés et pâturages 467 ha, bois 146 ha, vergers et jardins 109 ha, landes et incultes 663 ha, étangs 3 ha (...). Moulins : 11 (à vent, de la Bigotière, de la Fontenelle, des Douves, des 4 Vents ; à eau, de la Tour, Vieux-Moulin, de la Bigotière). (...) Il y a marché tous les lundis et foire le premier lundi de juin. La foire se tenait jadis aux carrières de Sainte-Croix. À la suite d'une rixe grave qui y eut lieu, le duc de la Trémouille la supprima et la transféra à Béré (faubourg de Châteaubriant). Géologie : schiste argileux, à la séparation du quartzite et du schiste. On parle le français [en fait le gallo]. »

### LeXXesiècle

#### La Belle Époque
Selon le journal La Dépêche bretonne, dans un article publié en 1905 à l'occasion d'un comice agricole tenu à Retiers, « le canton de Retiers est l'un des plus riches du département, le comice est toujours important. (...) Les sujets exposés étaient cette année encore plus nombreux que d'habitude. Les juments suitées, poulains et pouliches ont fait l'admiration de tous les visiteurs. Dans la race bovine, à côté des magnifiques vaches laitières et des génisse de formes irréprochables, on remarquait spécialement la quantité et la qualité des taureaux (race Durham-Mancelle). La race porcine a paru considérablement améliorée et se rapprocher de plus en plus de la race craonnaise. Les produits agricoles, malgré la sécheresse de cette année, ont été nombreux et très remarqués ».

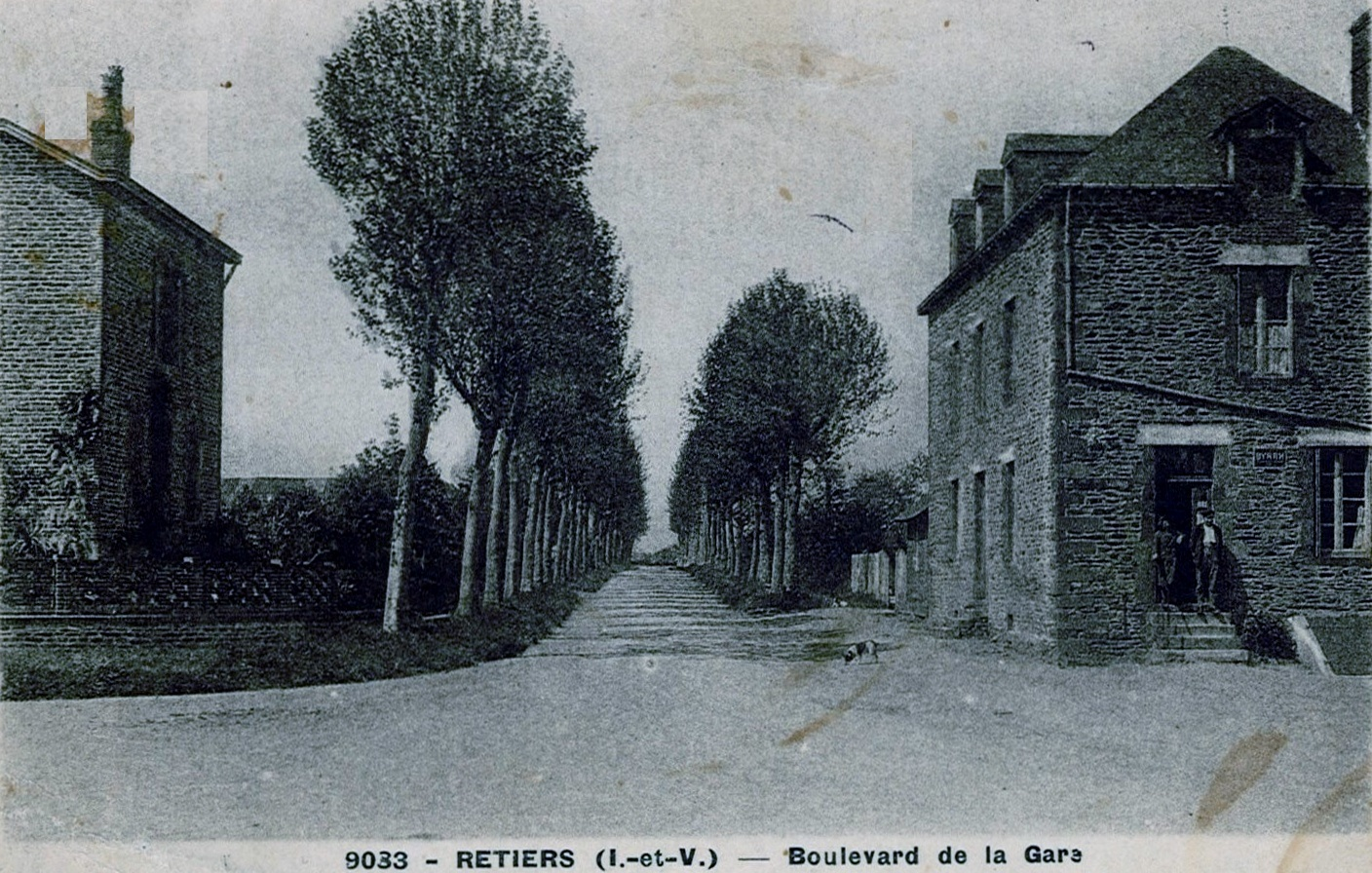
Retiers : le Boulevard de la Gare au début du XXe siècle (carte postale).

#### La Première Guerre mondiale
Le monument aux morts de Retiers porte les noms de 129 soldats morts pour la France pendant la Première Guerre mondiale : parmi eux 7 sont décédés en Belgique, dont 6 dès l'année 1914 ; un (Émile Barbron) est décédé de maladie en Grèce le 13 décembre 1918 (donc après l'armistice) dans le cadre de l'expédition de Salonique ; deux sont morts de maladie alors qu'ils étaient en captivité en Allemagne (Louis Sancier et Pierre Reussard, ce dernier est aussi décédé près l'armistice ; la plupart des autres sont décédés sur le sol français ; parmi eux trois (Jules Bréhier, Isidore Martin et Jean Noël) ont été décorés de la Médaille militaire et de la Croix de guerre, Amand Hautbois de la Médaille militaire, Augustin Bécherel, Pierre Favrot et Jules Mahé de la Croix de guerre ; Léon Le Hérissé, lieutenant au 155e régiment d'infanterie, a été fait chevalier de la Légion d'honneur.

#### L'Entre-deux-guerres
La cavalcade de Retiers était organisée chaque année (déjà aussi avant la Première Guerre mondiale) ; cette fête était alors réputée.

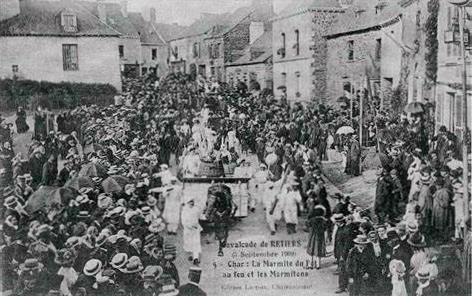
La cavalcade de Retiers en 1909 (carte postale).
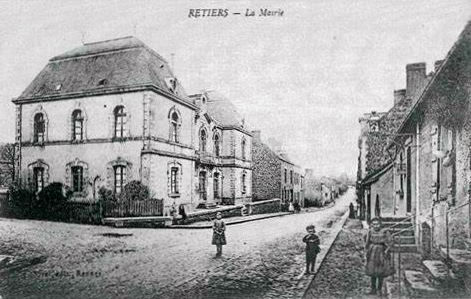
La mairie de Retiers au début du XXe siècle (carte postale).
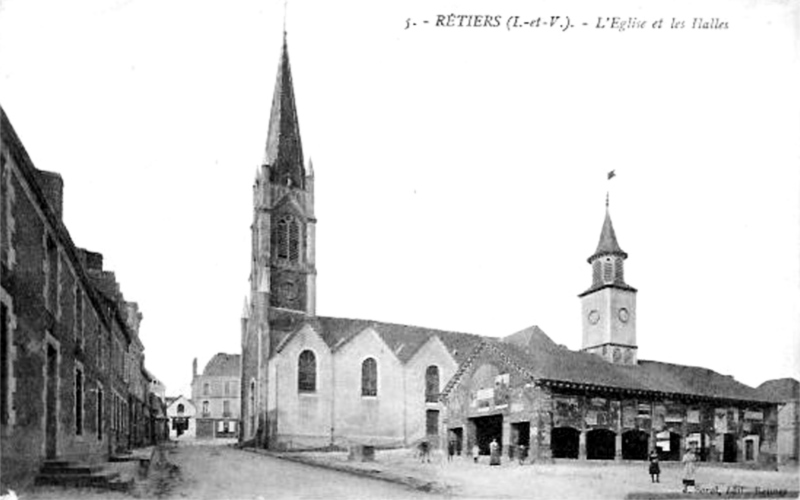
Retiers : l'église et les halles au début du XXe siècle (carte postale).
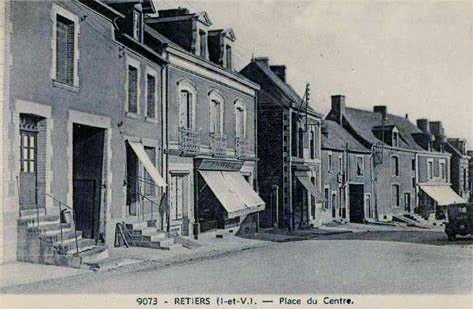
Retiers : la Place du Centre au début du XXe siècle (carte postale).
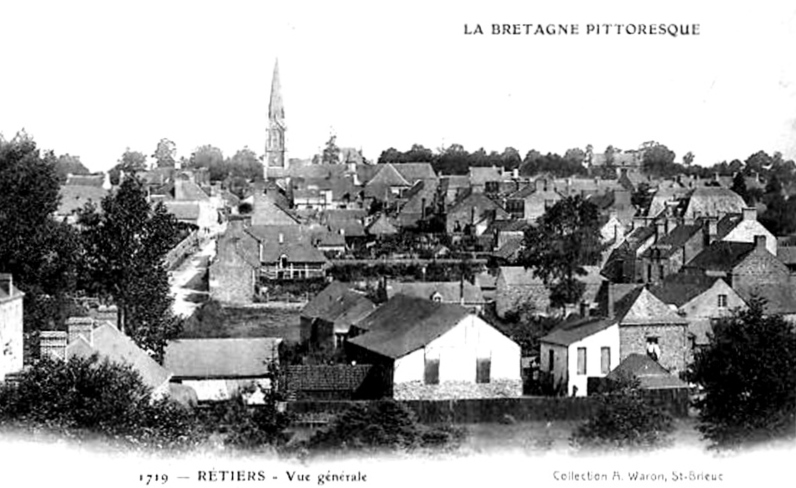
Retiers : vue d'ensemble du bourg vers 1920 (carte postale).
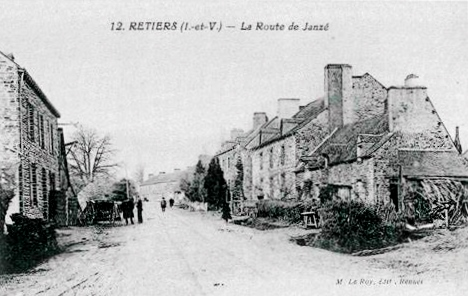
Retiers : la route de Janzé au début du XXe siècle (carte postale).
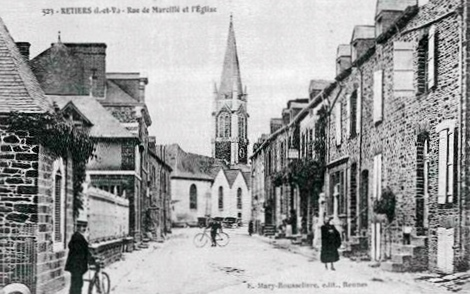
Retiers : l'église et la rue de Marcillé vers 1925 (carte postale).
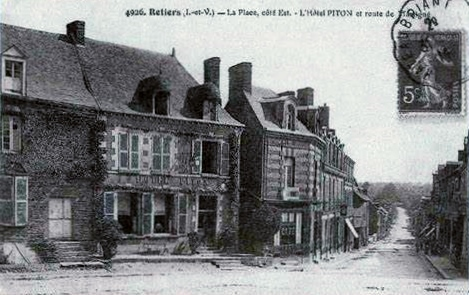
Retiers : l'hôtel Piton et la route de Martigné vers 1925 (carte postale).

La production de pommes était importante : par exemple au cours du mois d'octobre 1937 plus de 300 wagons chargés de pommes furent chargés en gare de Retiers, sans compter les chargements effectués par camions à destination des distilleries de la région.

#### La Seconde Guerre mondiale
Le journal résistant Le Pays Gallo écrit en septembre 1944 : « À Retiers nos courageux camarades se sont également distingués. Le 4 août, au cours d'un engagement avec l'ennemi, sur la route du Piré au Ballon, trois prisonniers allemands sont faits. Cet exploit est renouvelé le 10 août, où neuf Boches, dont deux sergents, sont capturés et désarmés ».
Le monument aux morts de Retiers porte les noms de 11 personnes mortes pour la France pendant la Seconde Guerre mondiale ; parmi elles, Jean Bouchard, soldat au 146e régiment d'artillerie lourde hippomobile, tué à l'ennemi le 14 juin 1940 à Connantray-Vaurefroy (Marne) et Robert Régnier, résistant, arrêté à La Gravelle, déporté par le train de Langeais au camp de concentration de Neuengamme, disparu le 7 avril 1945 en gare de Lunebourg lors d'un bombardement.

#### L'après Seconde Guerre mondiale
L'implantation des établissements Bridel (situés précédemment à Martigné-Ferchaud) vers 1960 a beaucoup contribué à l'essor de la ville. Rachetés par le groupe Besnier en 1990, ils sont désormais membres de Lactalis, y compris l'usine de Retiers.

### LeXXIesiècle

#### La suppression du canton de Retiers
Le canton de Retiers a été supprimé lors de la réforme administrative de 2015, Retiers fait désormais partie du canton de La Guerche-de-Bretagne.

## Héraldique
| Blason | Blasonnement : De gueules fretté de dix pièces d'hermine. |

## Politique et administration

### Liste des maires
| Période                                  | Période              | Identité                     | Étiquette | Qualité                                                                                          |
| ---------------------------------------- | -------------------- | ---------------------------- | --------- | ------------------------------------------------------------------------------------------------ |
| 1792                                     |                      | Pierre Garnier de la Jarsais |           | Premier maire de Retiers.                                                                        |
| 1801                                     | 1816                 | Marie Joseph Jaunay          |           | Officier de santé                                                                                |
| 1816                                     | 1830                 | Bulourde                     |           | Laboureur.                                                                                       |
| 1830                                     | 1838                 | Jean Hanet                   |           |                                                                                                  |
| 1838                                     | 1842                 | Nom non déchiffré            |           |                                                                                                  |
| 1842                                     | 1868                 | Victorien Roulleaux          |           |                                                                                                  |
| 1868                                     | 1870                 | Victorien Roulleaux          |           | Propriétaire. Fils de Victorien Roulleaux, maire précédent.                                      |
| 1871                                     | 1874                 | Henri Turoche                |           |                                                                                                  |
| 1874                                     | 1876                 | Jean Louis Bardoul           |           |                                                                                                  |
| 1876                                     | après 1880           | Alexis Lange                 |           |                                                                                                  |
| avant 1888                               | 1909                 | Lucien Harel                 |           | Conseiller d'arrondissement.                                                                     |
| 1909                                     | 1932                 | Alphonse Richard,            |           | Notaire. Conseiller général. Chevalier de la Légion d'honneur                                    |
| 1932                                     | 1941                 | Émile Lecrec                 |           | Chevalier de la Légion d'honneur.                                                                |
|                                          |                      |                              |           |                                                                                                  |
| 1944                                     | octobre 1947         | Émile Lecrec                 |           |                                                                                                  |
| octobre 1947                             | mars 1977            | Joseph Egu                   | DVD       | Négociant Conseiller général de Retiers (1945 → 1973)                                            |
| mars 1977                                | juin 1995            | André Egu                    | UDF-CDS   | Négociant Sénateur d'Ille-et-Vilaine (1989 → 1998) Conseiller général de Retiers (1973 → 1993)   |
| juin 1995                                | juillet 1998 (décès) | Bernard Papin                | DVD       | Chef d'entreprise                                                                                |
| septembre 1998                           | mars 2001            | Louis Collet                 | DVD       | Agriculteur retraité, ancien premier adjoint                                                     |
| mars 2001                                | mars 2014            | Michelle Clouet              | UMP       | Présidente de Roche aux Fées Communauté (2008 → 2014)                                            |
| mars 2014                                | En cours             | Thierry Restif               | DVD-REN   | Ingénieur agronome 2e vice-président de Roche aux Fées Communauté Réélu pour le mandat 2020-2026 |
| Les données manquantes sont à compléter. |                      |                              |           |                                                                                                  |

## Démographie
L'évolution du nombre d'habitants est connue à travers les recensements de la population effectués dans la commune depuis 1793. Pour les communes de moins de 10 000 habitants, une enquête de recensement portant sur toute la population est réalisée tous les cinq ans, les populations de référence des années intermédiaires étant quant à elles estimées par interpolation ou extrapolation. Pour la commune, le premier recensement exhaustif entrant dans le cadre du nouveau dispositif a été réalisé en 2008.
En 2022, la commune comptait 4 553 habitants, en évolution de +5,56 % par rapport à 2016 (Ille-et-Vilaine : +5,46 %, France hors Mayotte : +2,11 %).
| 1793  | 1800  | 1806  | 1821  | 1831  | 1836  | 1841  | 1846  | 1851  |
| ----- | ----- | ----- | ----- | ----- | ----- | ----- | ----- | ----- |
| 3 047 | 2 882 | 2 875 | 3 129 | 3 036 | 2 882 | 2 960 | 3 150 | 3 217 |

| 1856  | 1861  | 1866  | 1872  | 1876  | 1881  | 1886  | 1891  | 1896  |
| ----- | ----- | ----- | ----- | ----- | ----- | ----- | ----- | ----- |
| 3 183 | 3 127 | 3 214 | 3 084 | 3 094 | 3 202 | 3 198 | 3 273 | 3 076 |

| 1901  | 1906  | 1911  | 1921  | 1926  | 1931  | 1936  | 1946  | 1954  |
| ----- | ----- | ----- | ----- | ----- | ----- | ----- | ----- | ----- |
| 3 091 | 3 084 | 2 965 | 2 758 | 2 746 | 2 897 | 2 899 | 2 911 | 2 822 |

| 1962  | 1968  | 1975  | 1982  | 1990  | 1999  | 2006  | 2008  | 2013  |
| ----- | ----- | ----- | ----- | ----- | ----- | ----- | ----- | ----- |
| 2 878 | 3 153 | 3 331 | 3 431 | 3 306 | 3 212 | 3 530 | 3 620 | 4 088 |

| 2018  | 2022  | - | - | - | - | - | - | - |
| ----- | ----- | - | - | - | - | - | - | - |
| 4 402 | 4 553 | - | - | - | - | - | - | - |

## Économie
- zone industrielle de Fromy

## Lieux et monuments
- La pierre de Richebourg, menhir en quartzite de forme prismatique (hauteur 3,15 m)[54].

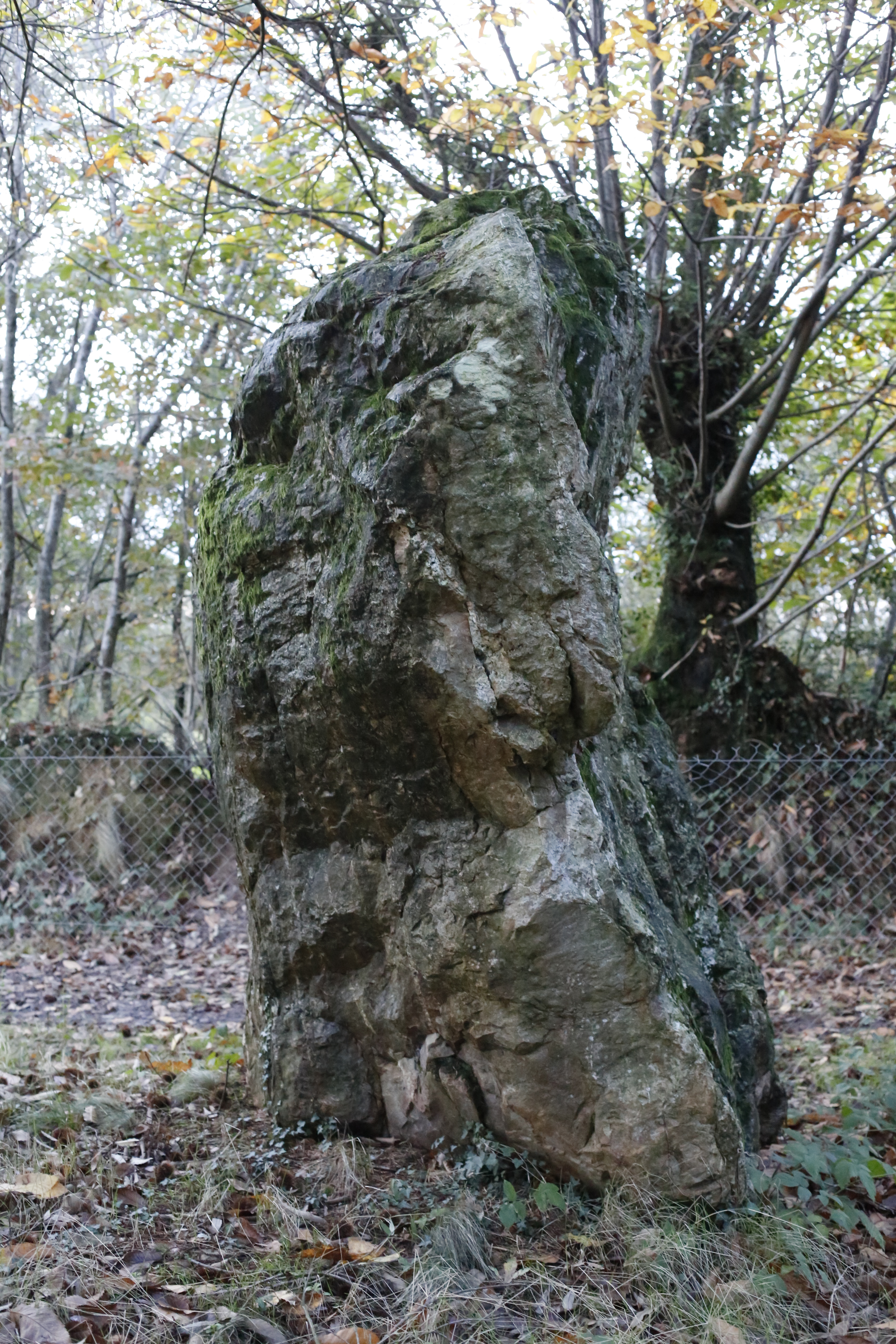
La pierre de Richebourg.

- L'église paroissiale Saint-Pierre, reconstruite au XVIIe siècle. On peut y voir trois retables à colonnes torses et à tableaux de cette époque, classés monuments historiques. Le retable du maître-autel possède trois tableaux dont deux illustrant la Pentecôte. Le troisième représente le Christ remettant les clefs du Paradis à Saint-Pierre.

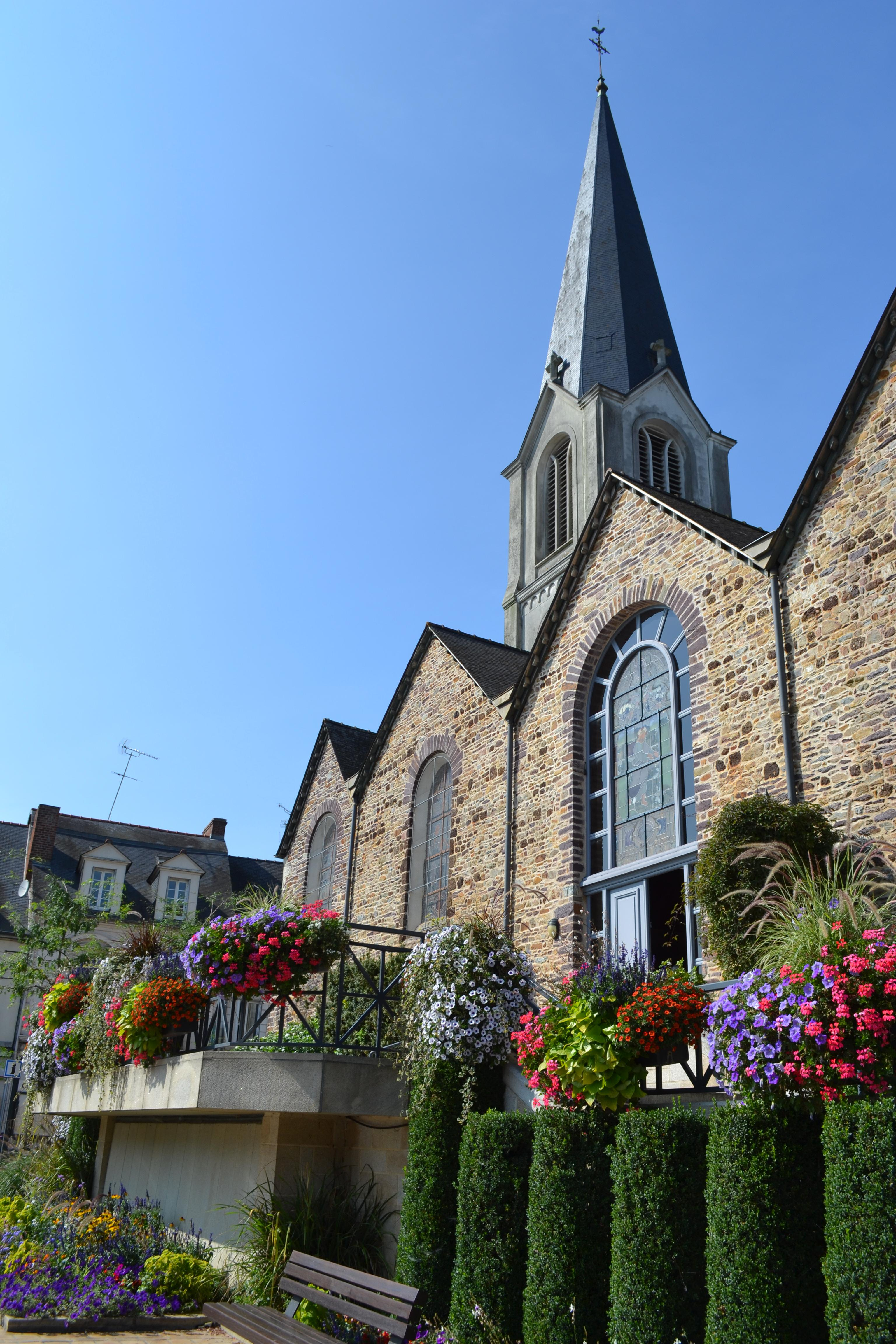
L'église paroissiale Saint-Pierre.
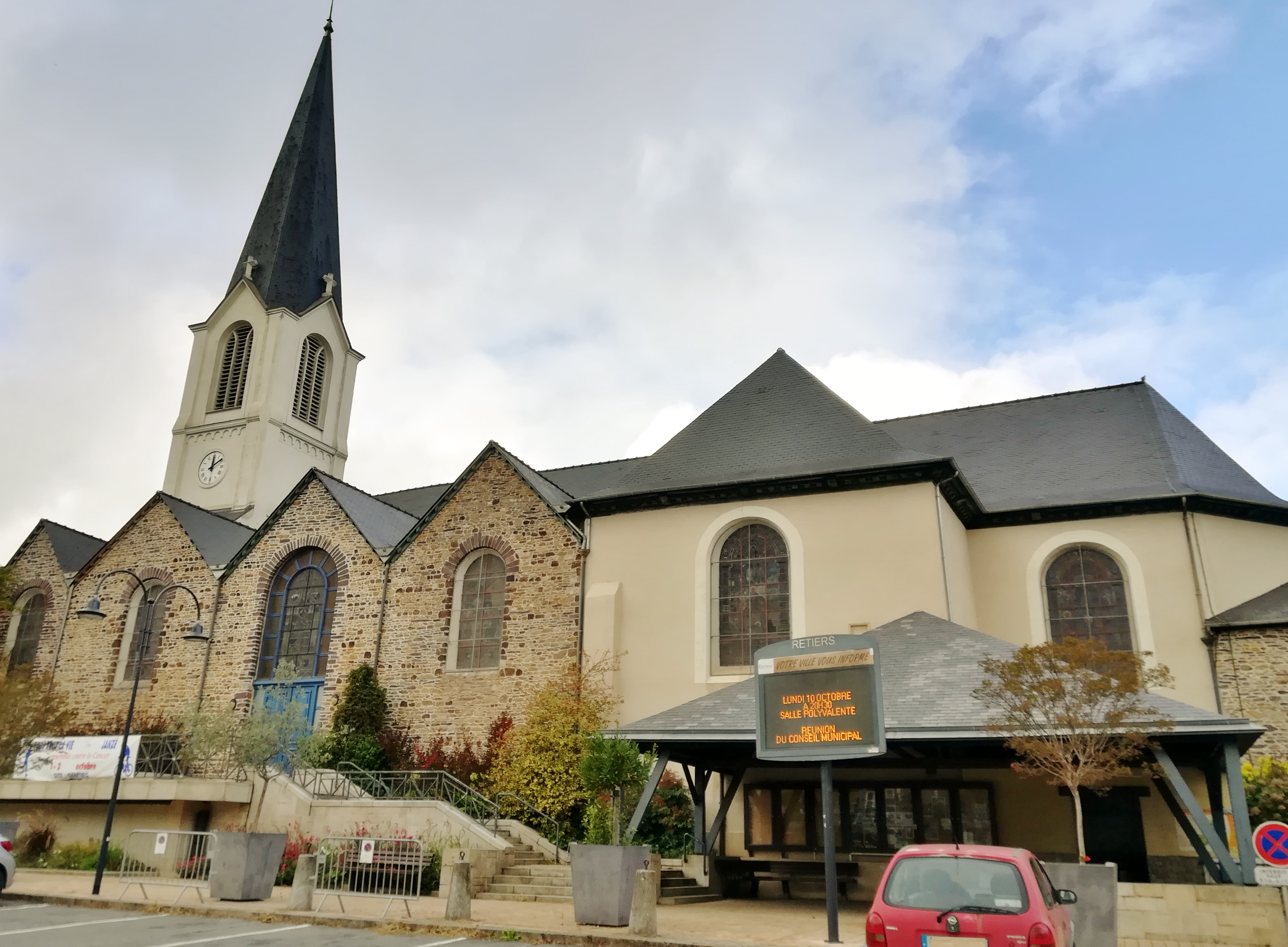
L'église paroissiale Saint-Pierre, côté sud.
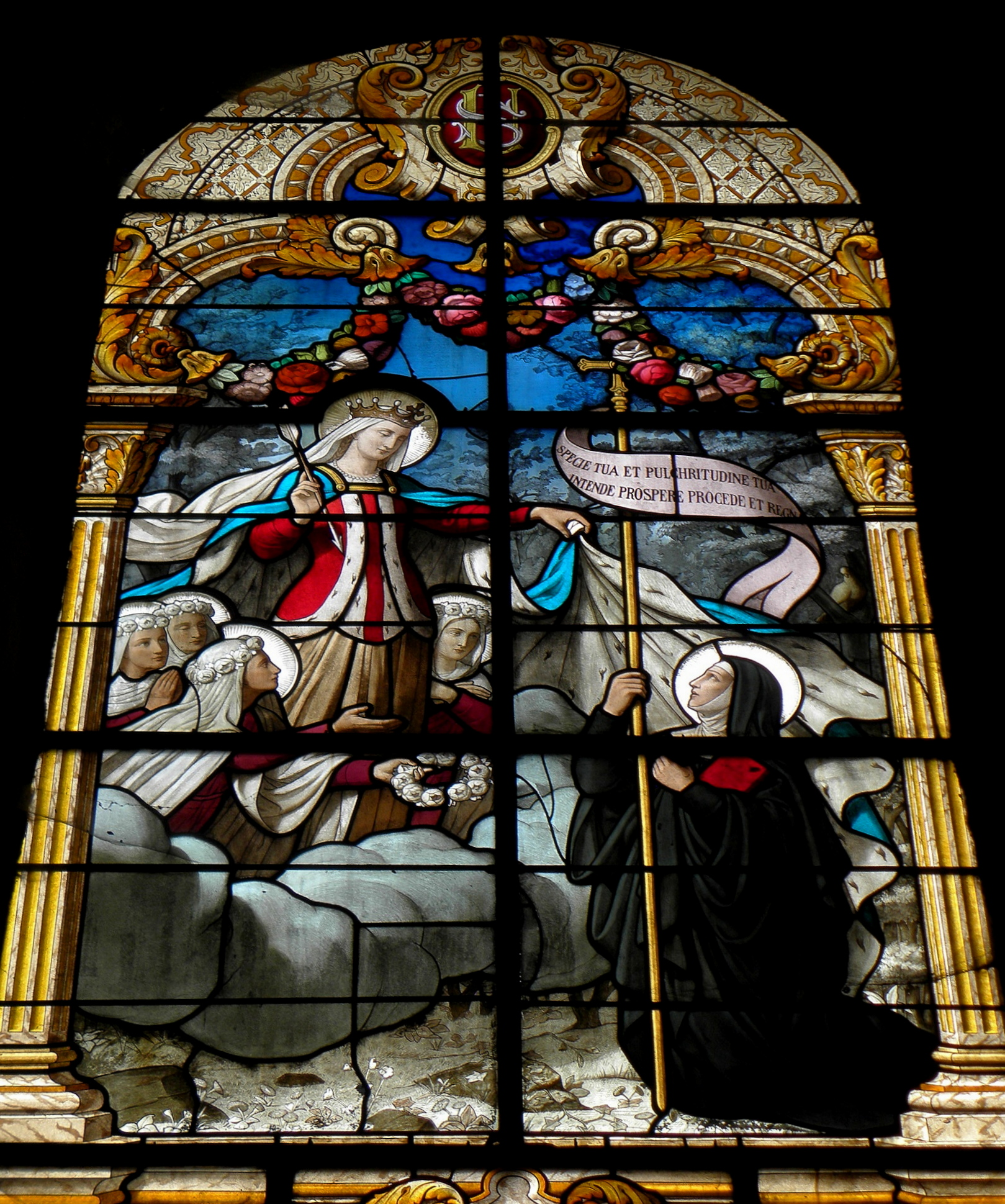
Vitrail.
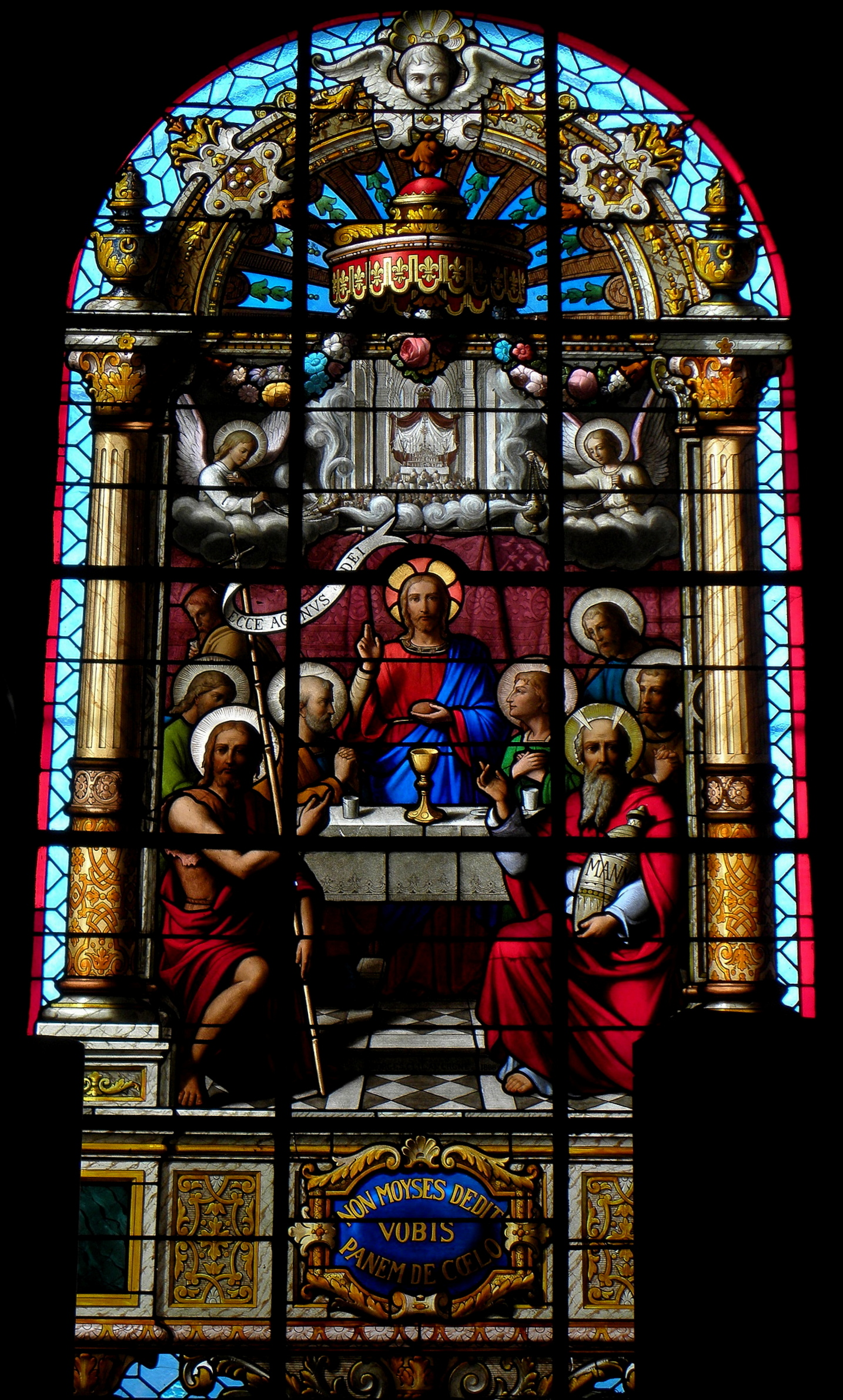
Vitrail.
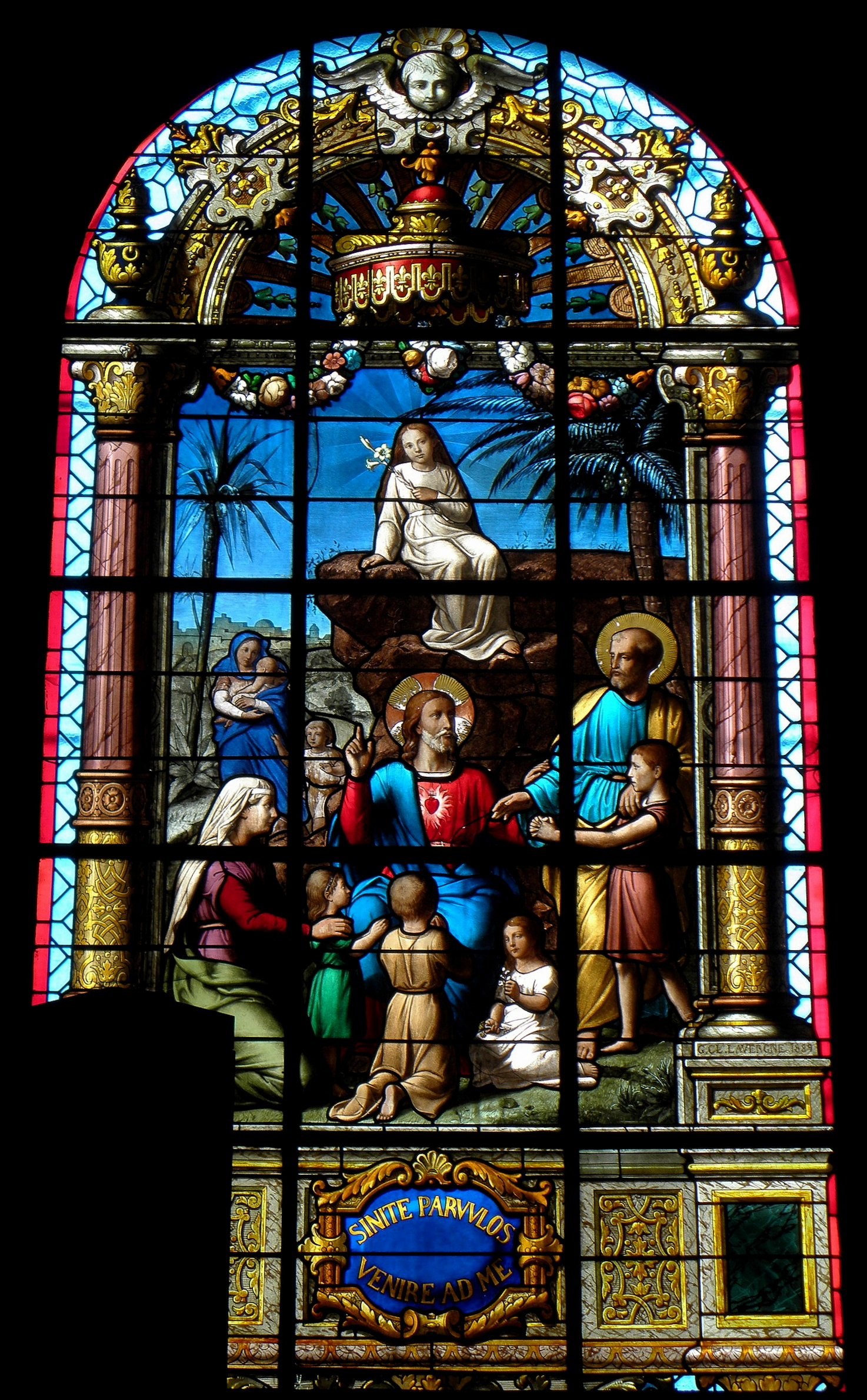
Vitrail.

## Activité et manifestations

### Jumelages
Retiers et les huit autres communes du canton de Retiers, aujourd'hui supprimé, sont jumelées avec :
- Mieścisko (Pologne) depuis mars 1998

### Manifestations
- Foliklores (surnommé la Folie de l'Anjou bleu) est un festival bisannuel international de musiques et de danses en Pays segréen et à Retiers.
- La Fête des Lumières (animations autour des lumières et marché des artisans avec nocturne des commerçant) week-end vers le 10 décembre.
- 14 juillet : repas et spectacle sur le parc suivi du feu d'artifice sur le stade puis soirée dansante sur le parc.
- Forum des associations début septembre.

## Personnalités liées à la commune

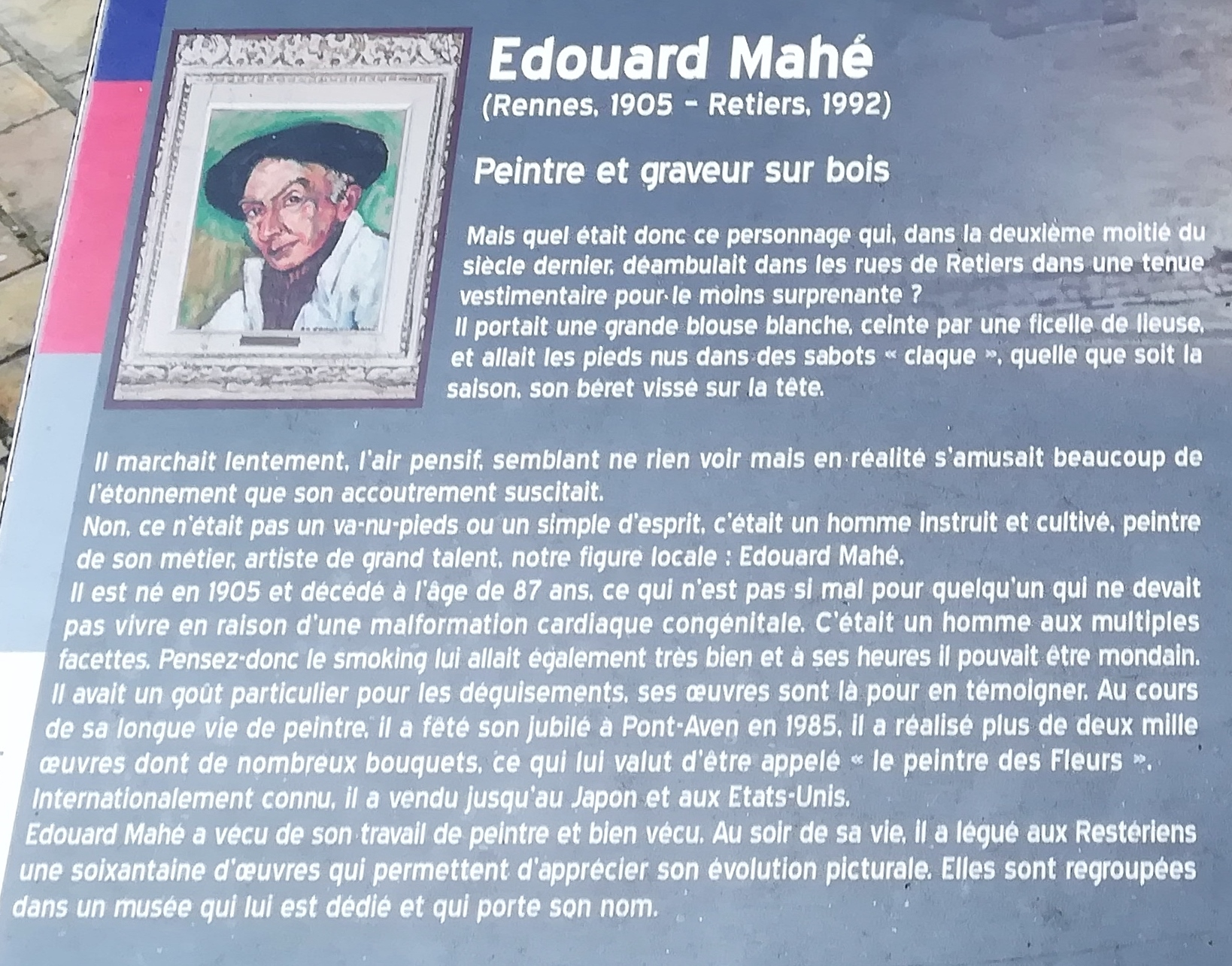
Retiers : panneau d'information touristique concernant le peintre Édouard Mahé (vue partielle).

- Joseph Joachim François Esmé Lancelot-Dubourg (1749-1806), député à l'Assemblée nationale, curé constitutionnel de Retiers.

- Paul Louis Marie Dein (1768-1831), militaire anobli sous le Premier Empire, né à Retiers
- Joseph Legeard de La Diriays (1788-1862), homme politique né à Retiers, député d'Ille-et-Vilaine de 1848 à 1849.
- Édouard Mahé, né à Rennes le 1er mai 1905, mort à Retiers en 1992, peintre issu de l'École régionale des beaux-arts de Rennes, puis de celle des beaux-arts de Paris.
- Henri Mahé (Paris, 17 juillet 1907 - New York, 20 juin 1975), élevé à Retiers dans sa jeunesse par Aurélie Juveau, sa grand-mère paternelle, est le cousin germain du précédent.